# Balatonföldvár
Balatonföldvár (németül: Földwahr) népszerű üdülőváros Somogy vármegyében, a Balaton déli partján, a Siófoki járásban, Budapesttől körülbelül 120 km-re délnyugatra és Siófoktól, a „Balaton fővárosától” mintegy 23 km -re délnyugatra. Gyakran látogatott turisztikai célpont a magyarok és a külföldi vendégek (főleg a németek és az osztrákok) körében. 1532 hektáros kiterjedésével a megye legkisebb közigazgatási területű városa.

## Etimológia
A földvára a késő vaskorban, a kelták idején épült. Ennek a szerkezetnek a jól megőrzött árkai és halmai jól láthatók a magasparton. A várost a helyiek általában Földvár néven emlegetik.

## Fekvése
A Balaton déli partján, Szántód és Balatonszárszó között található. A délnyugatra fekvő Kőröshegy felé a felszín a Külső-Somogy dombvidékének irányában emelkedik.

## Közlekedés

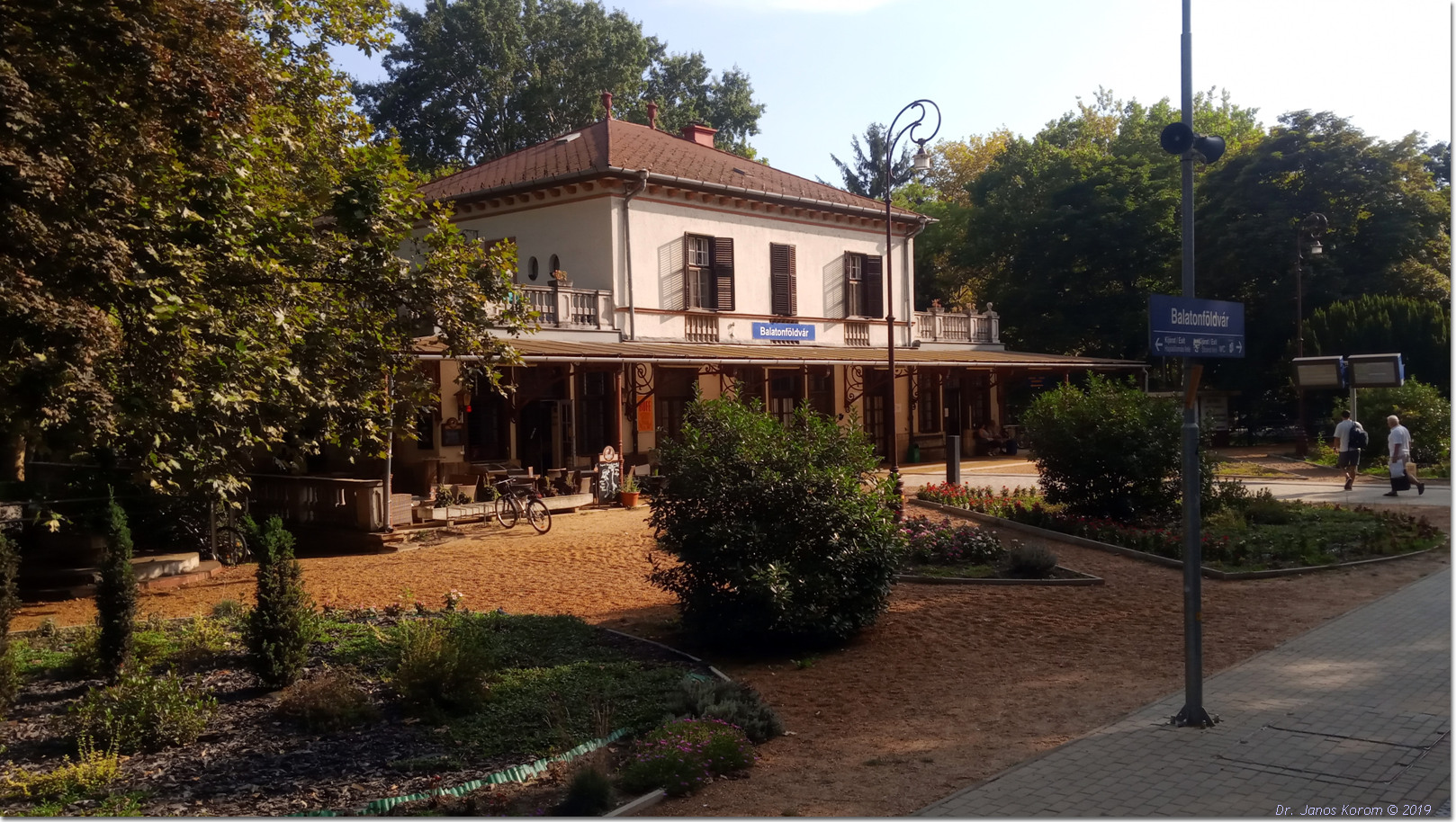
A vasúton érkezőket a megállóhely mediterrán stílusú épülete fogadja

Elérhető az M7-es autópályán, a 7-es főúton, illetve a Budapest–Murakeresztúr-vasútvonalon és a 6505-ös közútról Kőröshegyen bekanyarodva, a Dózsa György utcába is elérhető.

## Története

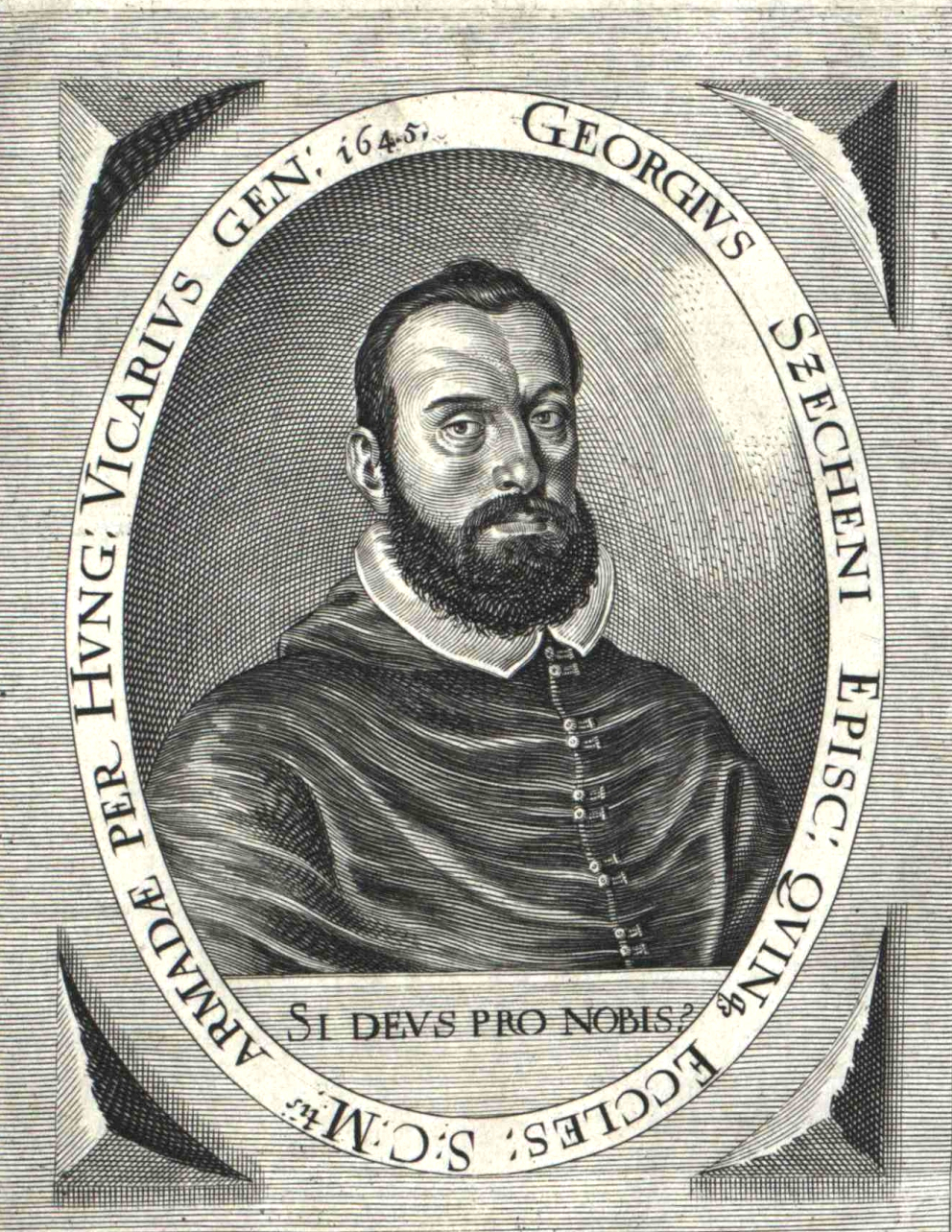
Széchenyi György

Az i.e 4. század környékén a területet kelták telepítették be, akik felépítették a Balatonföldvár nevét adó nagy vaskori földvárat, melynek maradványai ma is láthatók. A Balaton környékét Kr.u. 180 körül megszállták a rómaiak, a helység pedig egy katonai úton helyezkedett el, amely Aquincumtól (a mai Budapest része) az olasz félszigetig vezetett. Ezt az utat a római Pannonia tartomány fontos útjának tekintették. Pannónia magába foglalja a mai Magyarország által elfoglalt területet a Dunától nyugatra (Dunántúl).
A Földvár elnevezés legkorábbi használata a 11. századi dokumentumokban jelent meg. A szó 1358-ban ismét megjelenik írott formában. A 14. és 15. században a mai Balatonföldvár területe többnyire legelőből állt. Joghatósági szempontból a tótól mintegy három kilométerre délre fekvő Kőröshegy településhez kapcsolódott. A Kőröshegyet körülvevő teljes vidéket Széchényi György érsek vásárolta meg 1677-ben. A várost „Földvárpuszta” néven emlegették a Széchényi családhoz tartozó földeket rögzítő térképeken. A Széchényi háziorvos, Korányi Frigyes professzor először egy fürdőhely létrehozását javasolta Földvár térségében. Ezt a javaslatot elfogadva gróf Széchényi Imre 1894-ben szakaszokra osztotta a földet. Az építkezést Spur István, a Széchenyi uradalom mérnöke és Schilán József kertész szervezte. A földvári fürdőhelyet hivatalosan 1896-ban nyitották meg, és ugyanebben az évben kapta meg mai nevét, Balatonföldvárt. Több mint 40 nagy villát építettek a társadalom gazdag és befolyásos tagjainak, köztük az arisztokráciának, katonatiszteknek és politikusoknak.
Magyarország elvesztette az Adriai-partot az első világháború után, és újra felkeltette az érdeklődést a Balaton környéki fürdőhelyek, mint például Balatonföldvár iránt. Ennek eredményeként a város fejlődése folytatódott az első és a második világháború között. Ez idő alatt számos neves magyar élvezhette a város nyújtotta lehetőségeket. Ezek közé tartozott Bajor Gizi, Kandó Kálmán, Németh László, Rákosi Jenő és Szidi, Kvassay Jenő, Szabó Lőrinc és Ránki György.
A második világháborút követően további fejlesztések történtek Balatonföldváron. 1948-ban vált ki Kőröshegy anyatelepülésből és lett önálló község. Nagyobb léptékű fejlesztések történtek a tóval határos területek mentén. Szállodák, vállalati és magán üdülőhelyek, lakások, éttermek és üzletek épültek. Felállítottak egy szabadtéri színpadot, valamint egy kulturális központot és egy szabadtéri mozit. A Kádár-korszak szállodaépítési programja idején, a nyugati szabadstrand mellett 1976-ban adták át Hotel Festival ikertömbjeit, majd 1977-ben a központhoz közelebb elhelyezkedő Hotel Neptun-t.
1985-ben Balatonföldvár nagyközség, majd 1992-ben pedig város lett.
Balatonföldvár legrégebbi ismert épülete a Földvári Csárda (Földvári fogadó). Ez a fogadó állítólag a 18. század közepétől a 19. század végéig létezett. A régi Földvári fogadót végül lebontották, és újat építettek a helyére. A Holovits család bérelte az épületet, kibővítette, végül modern éttermet és kis szállodát létesített.
A balatonföldvári kertek kialakítását és kezelését később Jordanits Ilona kertész vette át. Erőfeszítései révén Balatonföldvár 1994-ben megnyerte a „Városok és falvak virágzásában” európai versenyt, 1995-ben pedig az „Entente Floral Europe” európai versenyt.

## Közélete

### Polgármesterei
- 1990–1994: Berkes László (független)[4]
- 1994–1998: Berkes László (független)[5]
- 1998–2002: Berkes László (független)[6]
- 2002–2006: Bezeréti Katalin Éva (független)[7]
- 2006–2010: Bezeréti Katalin (független)[8]
- 2010–2014: Holovits Huba (Fidesz-KDNP)[9]
- 2014–2019: Holovits György Huba (Fidesz-KDNP)[10]
- 2019–2024: Holovits György Huba (Fidesz-KDNP)[11]
- 2024– : Holovits György Huba (Fidesz-KDNP)[1]

## Népesség
A település népességének változása:
| Lakosok száma | 2235 | 2205 | 2195 | 2286 | 2465 | 2316 | 2251 |
|               | 2013 | 2014 | 2015 | 2021 | 2022 | 2023 | 2024 |

A 2011-es népszámlálás során a lakosok 81,3%-a magyarnak, 4,1% németnek, 0,2% cigánynak, 0,2% horvátnak, 0,2% románnak mondta magát (18,3% nem nyilatkozott; a kettős identitások miatt a végösszeg nagyobb lehet 100%-nál). A vallási megoszlás a következő volt: római katolikus 38,8%, evangélikus 3,6%, református 9,9%, görögkatolikus 0,5%, felekezet nélküli 13,5% (32,8% nem nyilatkozott).
2022-ben a lakosság 83,9%-a vallotta magát magyarnak, 2,6% németnek, 1,4% cigánynak, 0,1-0,1% szlováknak, cigánynak, románnak és lengyelnek, 2,8% egyéb, nem hazai nemzetiségűnek (15,7% nem nyilatkozott; a kettős identitások miatt a végösszeg nagyobb lehet 100%-nál). Vallásuk szerint 33,6% volt római katolikus, 9,1% református, 2,5% evangélikus, 0,9% görög katolikus, 0,1% ortodox, 0,9% egyéb keresztény, 1,2% egyéb katolikus, 10,7% felekezeten kívüli (40,9% nem válaszolt).

## Nevezetességei
Balatonföldvár fontos turisztikai célpont, nemcsak a magyarok, hanem más európai országok turistái számára is, természeti szépségei (például a löszhegy és a nagy virágos parkok), továbbá történelmi örökségei (például a kelta ösvény, a régi kúriák és villák) miatt számtalan szabadidős lehetőséget, valamint számos vízi sportot (vitorlázás, szörfözés, horgászat, evezés stb.) és szárazföldi sportokat (strandröplabda, kerékpárutak, labdarúgás stb.) kínál. Számtalan szálloda és magánkézben lévő apartman áll a látogatók rendelkezésére. A római katolikus templomban, a szabadtéri színházban és más helyeken zenei előadásokat kínálnak. A várost gyakran használják konferenciák helyszínéül.

### Vaskori földvár maradványa
A nagy kelta vaskori dombvár, amelyről Balatonföldvár a nevét kapta, az i.e. 4. században épülhetett. Az erőd halmai és árkai többnyire jól megőrződtek, jól láthatóak a város magas partján.
Az erőd a levegőből nézve egyenlő szárú háromszög alakú, két oldala lényegesen hosszabb, mint a harmadik. A magas part és az alacsony part közötti szikla a Kemping utcával párhuzamosan természetes védőfalat képezett. Az erőd másik hosszú oldala hatalmas, ember alkotta dombokból és árkokból áll, amelyek több száz méterre futnak a nemzeti zászlótól (a Kelta Sétány és a Kilátó Köz sarka) nagyjából nyugatról keletre, egészen a másik oldalon lévő pontig. A dombok és árkok különösen jól láthatók a Petőfi utca felső végén, a Kelta Sétányi Kápolna mellett. A harmadik, rövidebb oldal a jelenlegi Kínai Üzlet helyétől a szirtig tart, megközelítőleg a Petőfi utca alsó végét. Sajnos az erőd alsó végét nem őrizték meg jól, és a halmok és árkok nagy része, amelyek még a 19. század végén láthatóak és térképeken voltak rögzítve, az épületek építése során megsemmisültek.

### Petőfi utca
Több nevezetes épület található a Petőfi utcán, amelyet korábban Imre utcaként ismertek. Az első számon áll a korábban Rákosi Jenőé volt kúria, ami hosszú évekig a költők és írók találkozóhelye volt. A szomszédos, fából készült székelykaput Balatonföldvár kapta egyik testvérteleplésétől, Zetelakatól 1995-ben. 9. számon áll a „Kulpintyó”, Széchenyi Zsigmond (vadász)|Széchényi Zsigmond]] híres író és vadász egykori lakóhelye. A 11. számon volt Bajor Gizi neves színésznő villája, aki  a Nemzeti Színház tagja volt. A város egyik útját és a közösségi házat nevezték el róla. A 13. számon áll a város egyik legjelentősebb épülete, tekintettel arra, hogy Korányi Frigyes professzoré volt, a Széchényi család orvosáé, akinek ötlete az volt, hogy Balatonföldvár területét fürdőhellyé alakítsa. Ez az épület neoromán stílusban épült.

### Kikötő
A kikötőt 1905-ben nyitották meg, és ma is a Balaton egyik legnagyobb kikötője. Két ívelt stég védett kikötőt biztosít a jachtok, csónakok és hajók számára. A kikötő létrehozásához kotort anyagot mesterséges sziget építésére használták fel. Ezt a mesterséges szigetet Galamb-szigetnek hívják. A név a szárazföldről a szigetre átkelő kis hídon oszlopokra szerelt dekoratív galambokból származik. A szigeten számos nyárfa és gyalogút található, és itt található a helyi vitorlás klub.
A nyugati móló egy 102 m hosszú vasbeton híd.
Magyarország kommunista hatalomátvétele (1948) után a Galamb-sziget területe, a szálloda és a keleti móló elérhetetlenné vált a nagyközönség számára. Ez a terület a kommunista párt tagjainak volt fenntartva, akik nyári szabadságra érkeztek oda.
A kilencvenes évek elején bekövetkezett rendszerváltás után a hatóságok megnyitották ezt a területet a nyilvánosság előtt. A keleti móló azonban jelenleg sem elérhető a nyilvánosság számára.

### Egyéb nevezetességei
- Római katolikus templom (tervezte Irsy László, 1944-ben szentelték) különlegesek színes üvegablakai
- Kápolna – 1897-ben épült Kármelhegyi Boldogasszony tiszteletére
- Közelében parkerdő
- Balatonföldvári Hajózástörténeti Látogatóközpont

## A városhoz kötődő személyiségek
- Korányi Frigyes belgyógyász, egyetemi tanár
- Bajor Gizi színésznő
- Kandó Kálmán gépészmérnök
- Németh László író
- Rákosi Jenő iró
- Rákosi Szidi színésznő
- Kvassay Jenő vízépítő mérnök
- Szabó Lőrinc költő
- Ránki György zeneszerző

## Testvérvárosai és partnervárosai
- Gaienhofen, Németország (1991)
- Steckborn, Svájc (1991)
- St. Georges de Didonne, Franciaország
- Kühbach, Németország
- Ylöjärvi, Finnország
- Zetelaka, Románia

### Földvárak együttműködése2000
- Dunaföldvár
- Tiszaföldvár
- Pusztaföldvár
- Bácsföldvár

## Képek

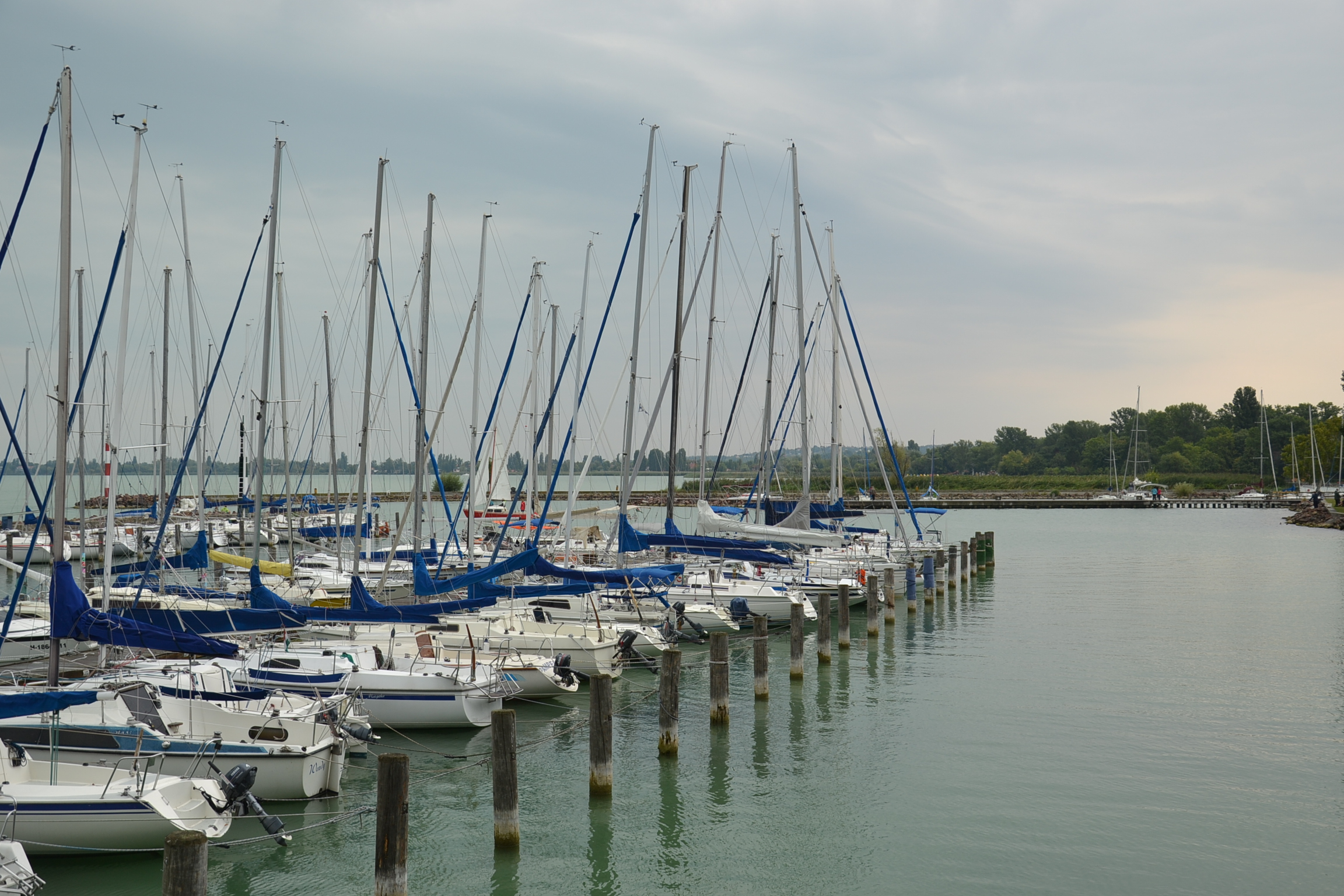
A kikötő
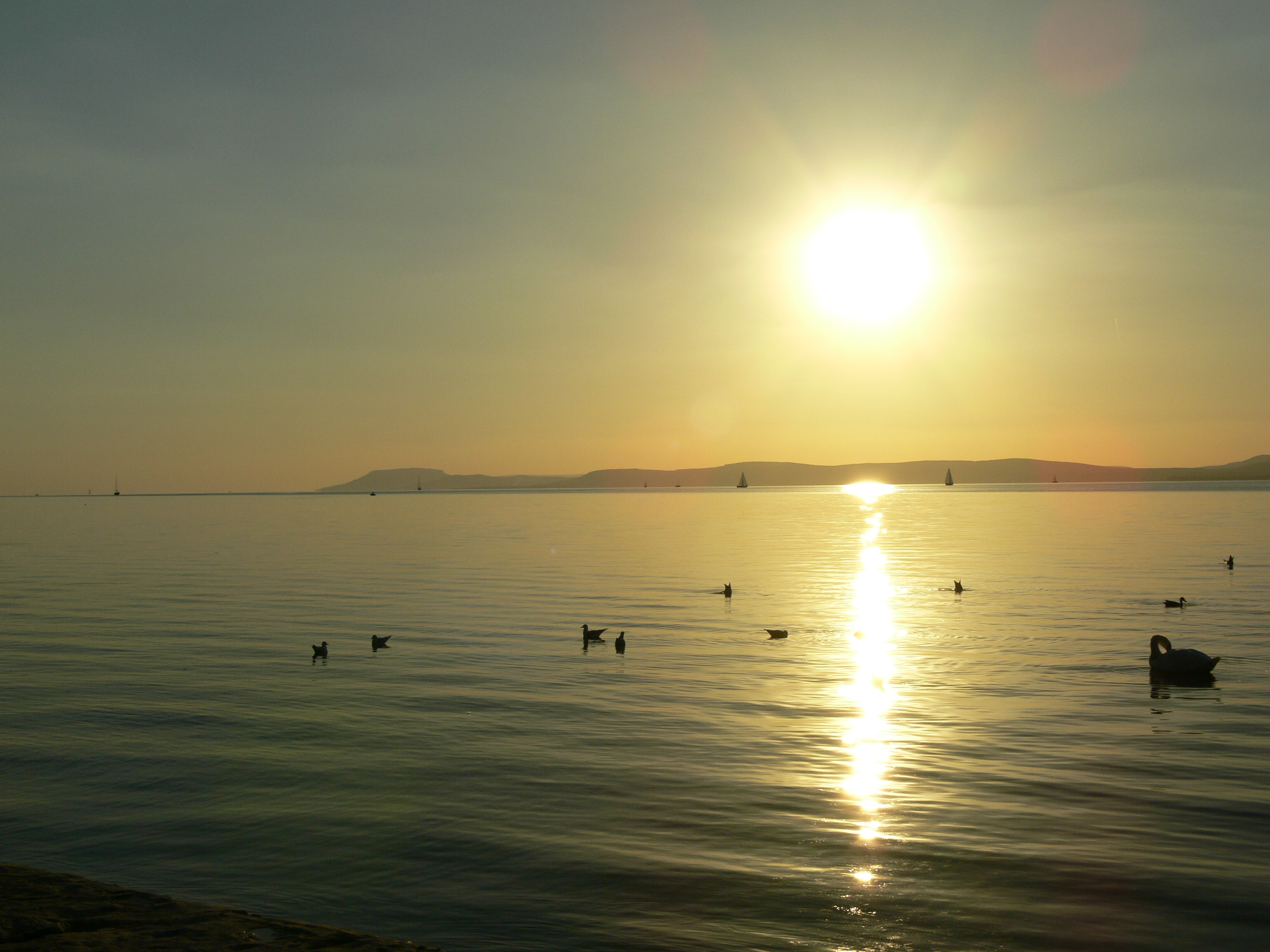
Naplemente
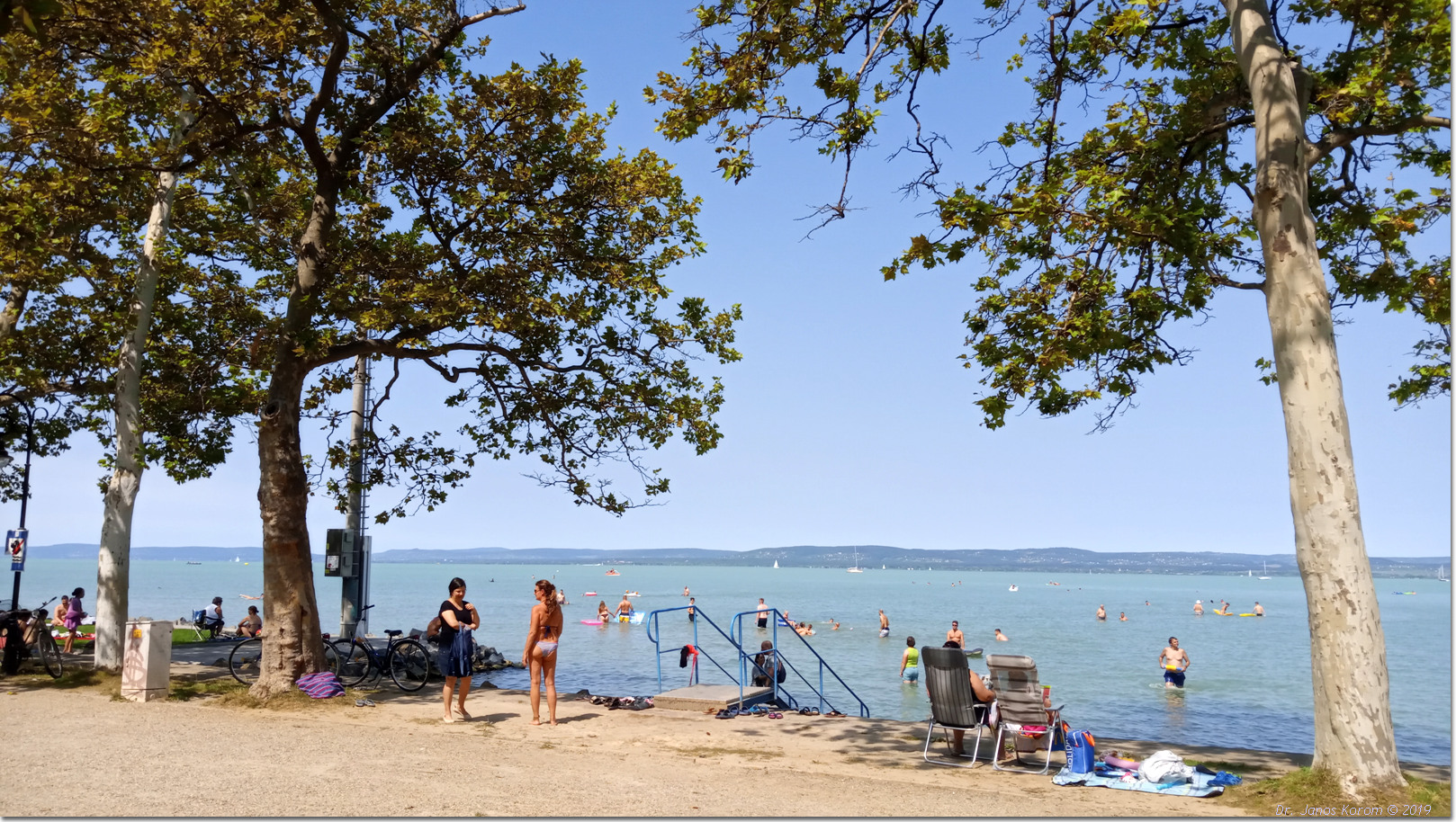
A Balatonpart
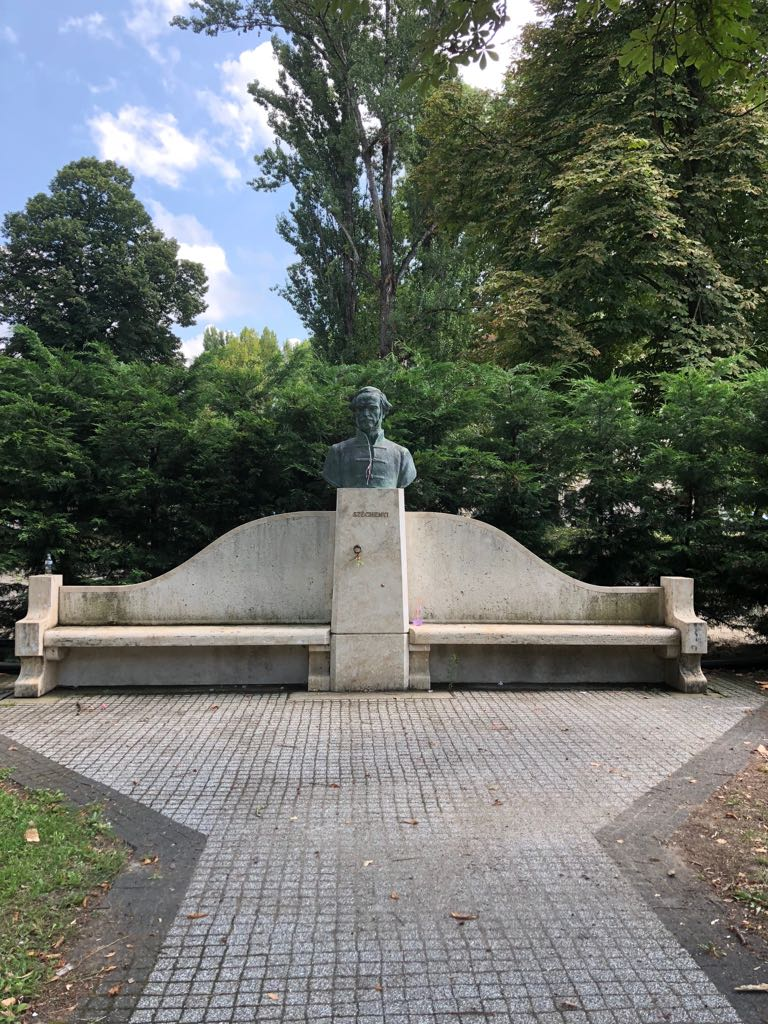
Széchenyi-emlékmű
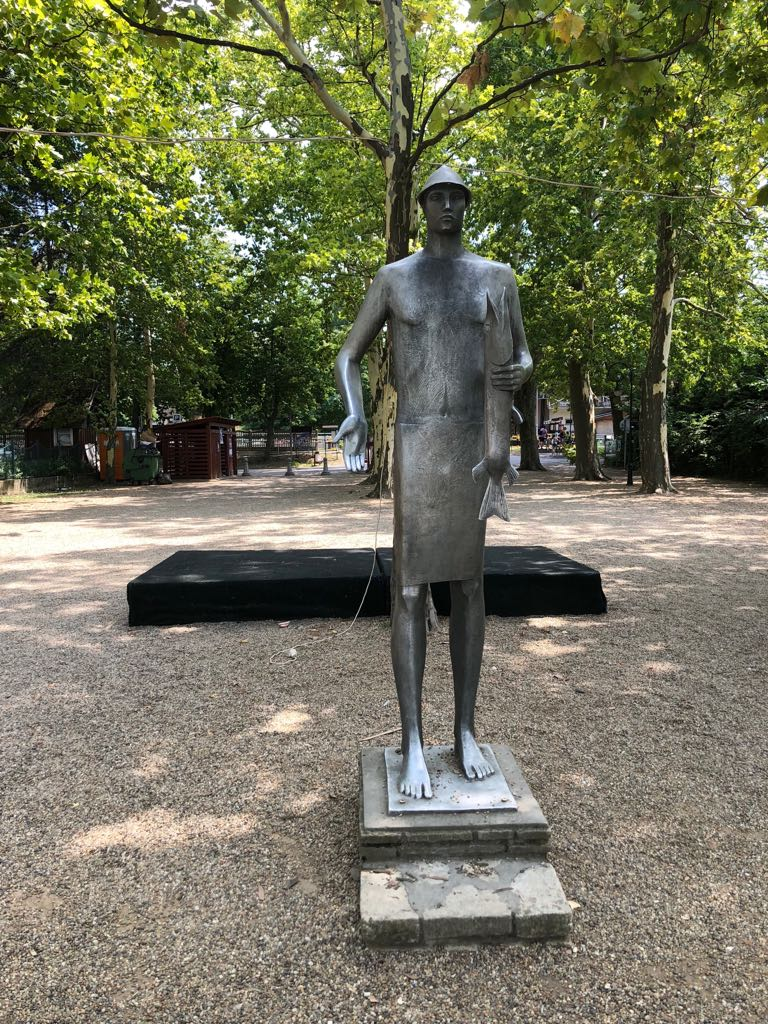
Halász (Bors István alkotása)
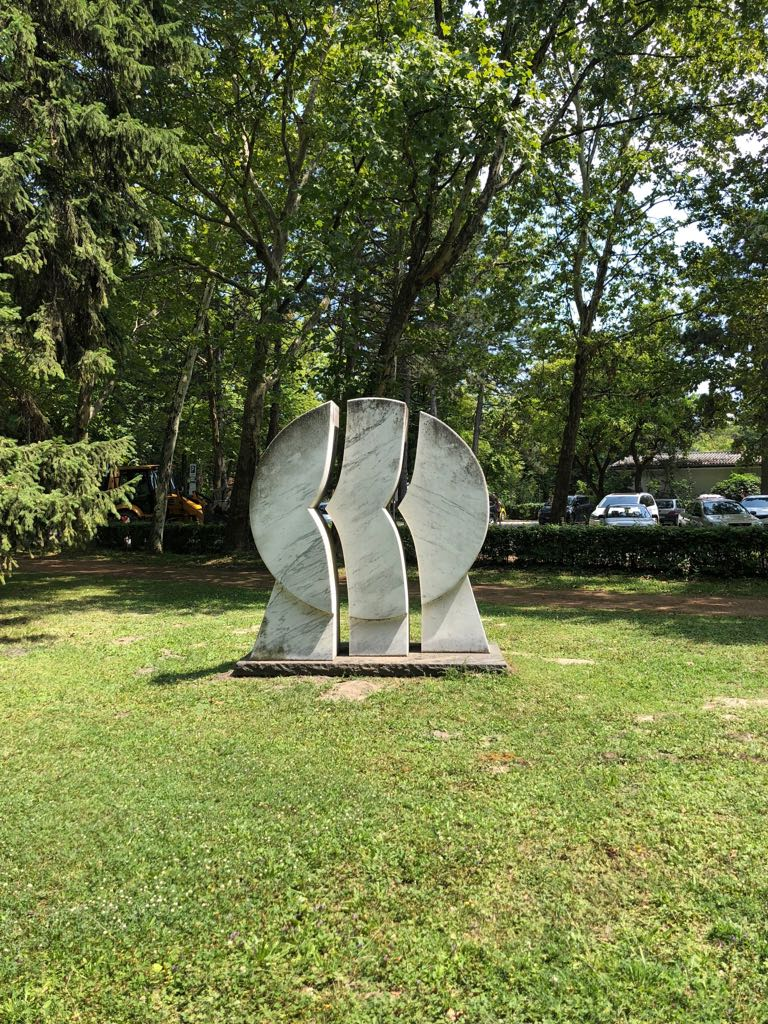
Milleniumi emlékmű (Seregi József alkotása)
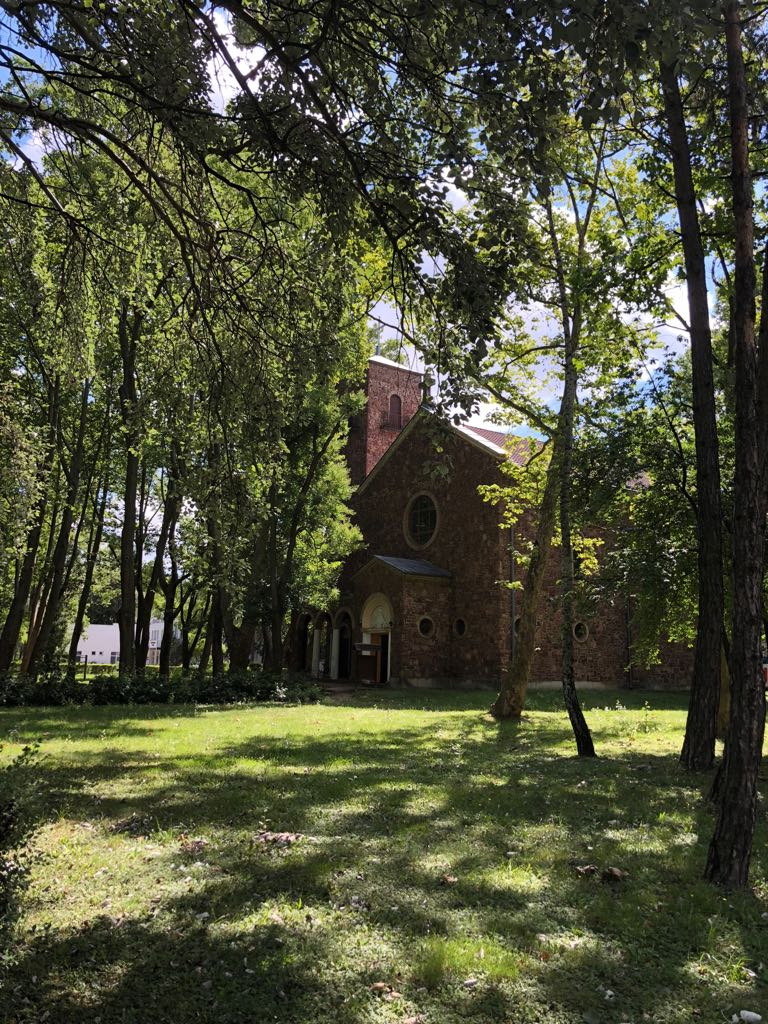
Katolikus templom
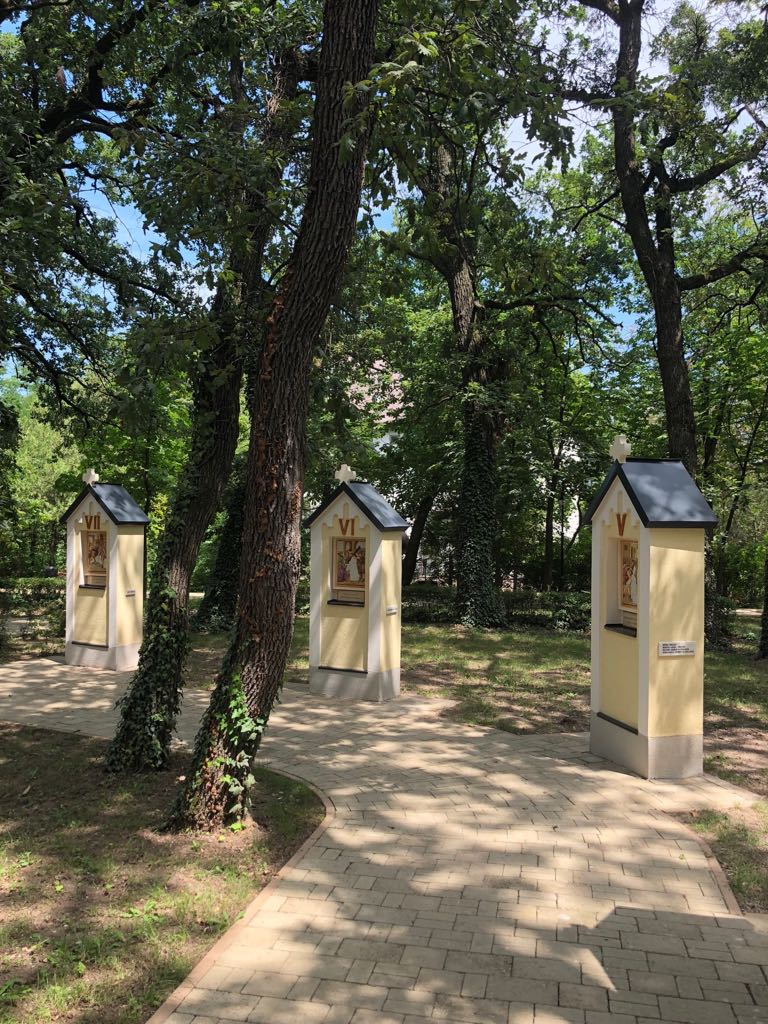
A kálvária
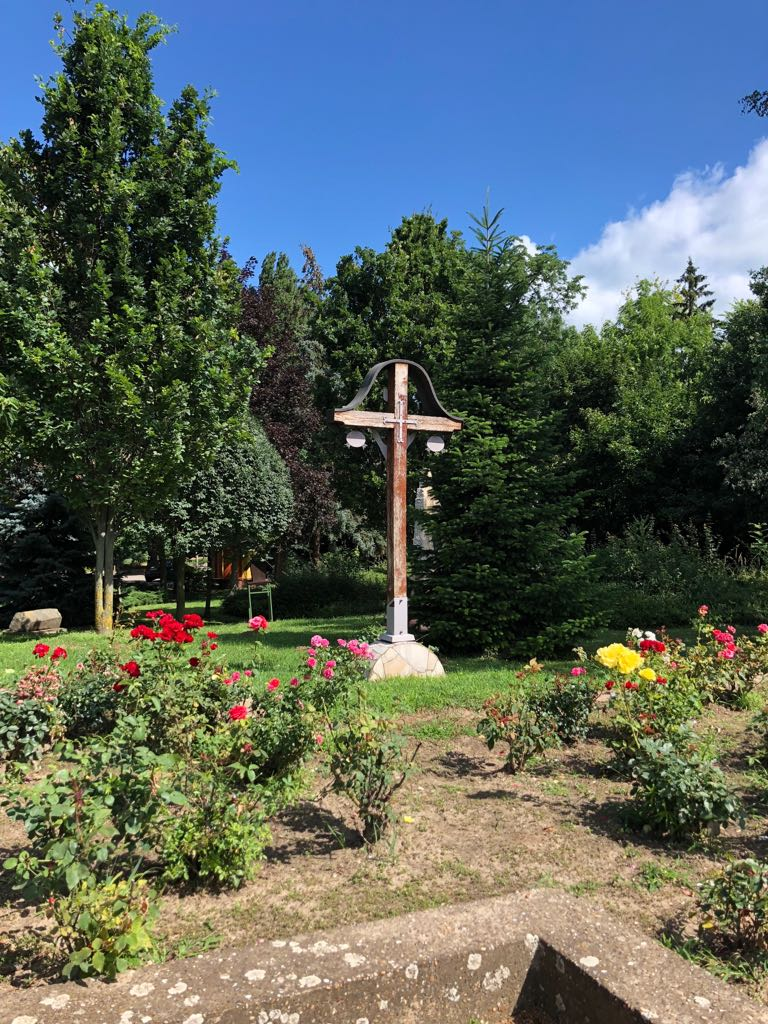
Szent Kereszt
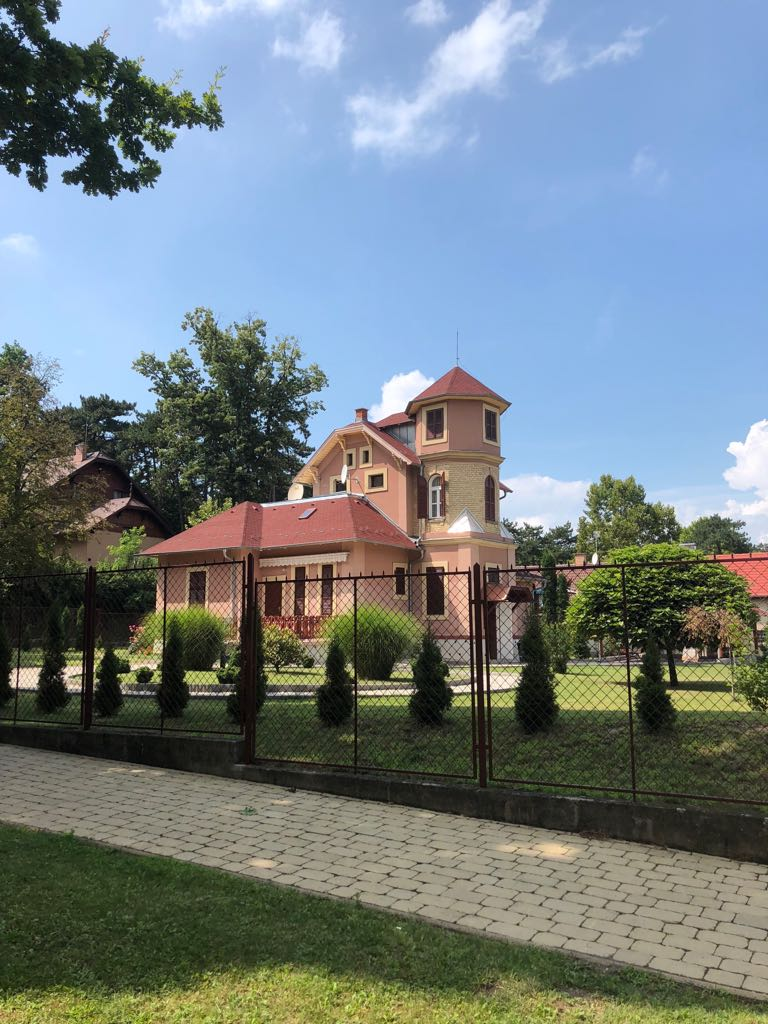
Villa
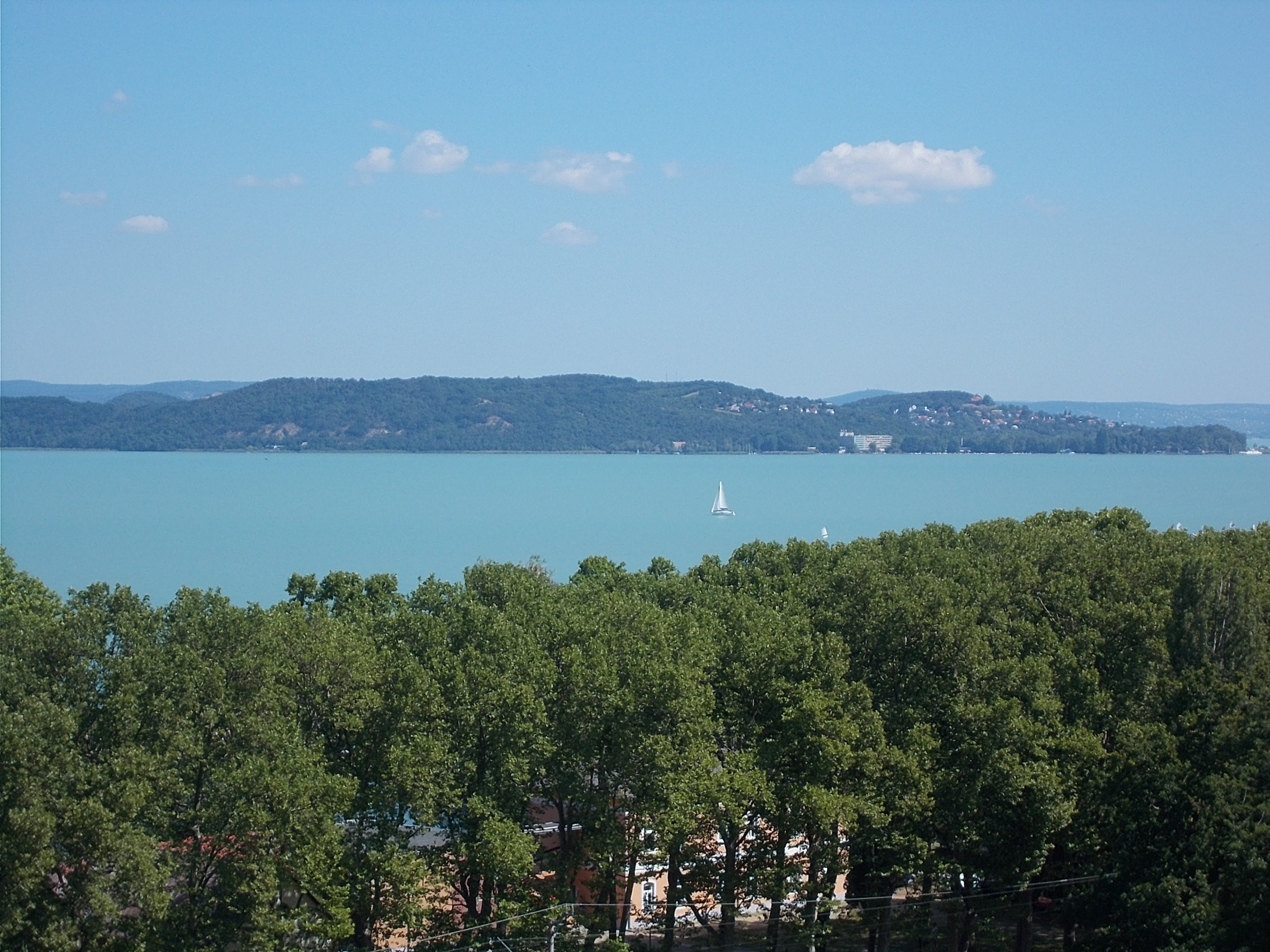
A Tihanyi-félsziget a magaspart löszfalának tetejéről

### Balatonföldvári kálvária
| STATIO I    | STATIO II | STATIO III | STATIO IV | STATIO V   | STATIO VI   | STATIO VII |
| ----------- | --------- | ---------- | --------- | ---------- | ----------- | ---------- |
|             |           |            |           |            |             |            |
|             |           |            |           |            |             |            |
| STATIO VIII | STATIO IX | STATIO X   | STATIO XI | STATIO XII | STATIO XIII | STATIO XIV |
|             |           |            |           |            |             |            |
|             |           |            |           |            |             |            |

## Kapcsolódó szócikk
- Balaton Klub